# 黃鎮球
黃鎮球（1898年4月9日—1979年7月5日），字劍靈，中華民國陸軍一級上將，生於廣東省梅州市梅縣。

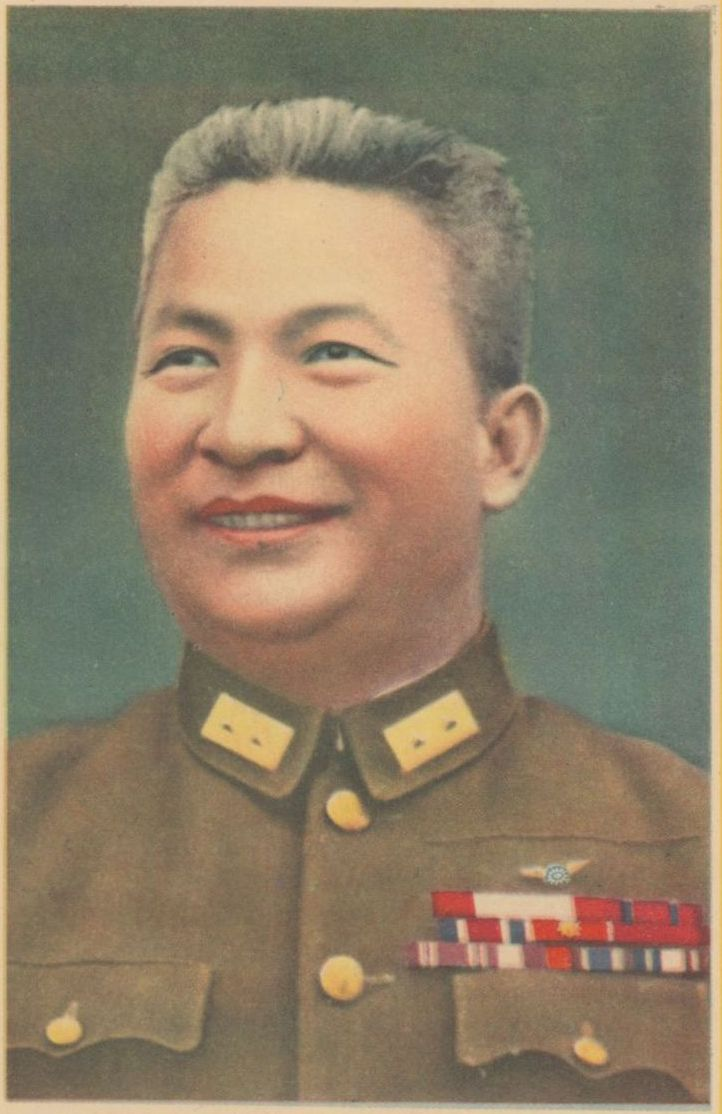
中國空軍抗戰史畫插圖

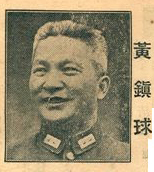

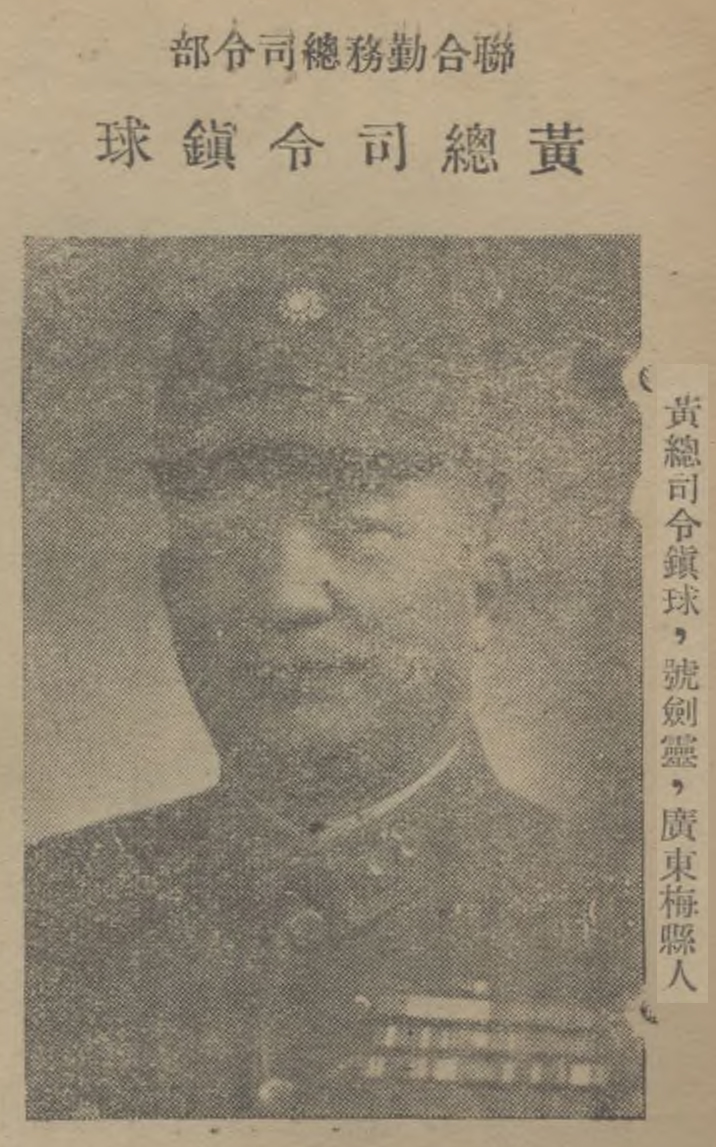

## 生平

### 大陸時期
1911年考入廣東陸軍小學。畢業後升入湖北陸軍第二預備學校，期間曾參加討袁戰爭，1919年自保定軍校第6期步兵科畢業。1920年南下廣東任粵軍第一師上尉參謀，之後參加過討伐陳炯明之役。北伐时，任第四軍第十一師33團團長，1926年底率第33團戍守海南岛，任琼崖警備司令。1927年后追随保定同学张发奎參與北伐，同年底隨張發奎等回廣州策動張黃事變，兵敗後調任第二十六師師長。直到张发奎于1932年下野出国，黄镇球得到张发奎资助，到德国进修当时在国内尚属新鲜军事学术的防空学。1934年春季回国不再回到粤系部队，转投中央，得到保定同学周至柔、陈诚、薛岳、邱炜大力引荐，到南昌行营晋谒蒋中正，逢航空署署长徐培根因案下台，接任空出来的中央防空學校校長，军委会办公厅新设防空处兼任处长。1934年11月21日在南京举行防空演习，1940年国府将11月21日定为防空节。抗战时期，以免服兵役为条件，开办起庞大的对空监视哨情报网络。军政部下设防空总监部。
1946年任國防部後方勤務總司令和聯勤首任總司令等職，1947年6月後任参谋次长，一个月之后改派国防部次长。1947年11月回广东做宋子文的副手，任廣東行轅副主任兼广东保安司令部副司令。余汉谋接广州绥署主任，薛岳接广东省主席之后，任廣東綏靖公署副主任、广东省保安司令部代司令。

### 遷臺時期
1949年來臺後任總統府戰略顧問委員會委員，1950年任聯勤總司令。1951年6月升任陸軍二級上將。1954年7月俞大維出掌國防部，擔任國防部副部長。1955年調總統府參軍長，1957年6月任臺北衛戍司令，1958年7月任首位臺灣警備總司令，1958年10月回任總統府參軍長，1962年1月升為一級上將，1962年11月任總統府戰略顧問副主任委員，後改任光復大陸設計研究委員會委員，1979年7月5日午後14時去世，享壽82歲。同年8月1日舉行公祭，安葬於臺北縣三芝鄉北海墓園。